# Elionor Caterina de Zweibrücken
Elionor Caterina de Zweibrücken (en alemany Eleonore Katharine von Pfalz-Zweibrücken i en suec Eleonora Katarina av Pfalz-Zweibrücken) va néixer al palau de Stegeborg (Suècia) el 17 de maig de 1626 i va morir a la ciutat alemanya de Bremen el 3 de març de 1692. Era una noble de la Casa de Wittelsbach, filla del comte palatí Joan Casimir de Zweibrücken-Kleeburg (1589-1652) i de Caterina Vasa de Suècia (1584-1638), i germana, per tant, del rei Carles X Gustau de Suècia.
Per raó del seu casament va esdevenir landgravina consort de Hessen-Eschwege, i n'exercí la regència entre 1655 i 1692. Atès que el seu nou marit no podia pagar el dot reial, en compensació li va ser atorgat a Elionor una fortuna de 20.000 florins i l'administració d'Osterholz i de Stotel així com l'estat de Beverstedtermühlen. Després de la mort del seu marit, Elionor va ser confirmada com a hereva de Stotel i d'Osterholz, on va fixar la seva residència fins a la seva mort.

## Matrimoni i fills
El 8 de setembre de 1646 es va casar a Estocolm amb Frederic de Hessen Eschwege (1617-1655), fill de Maurici I de Hessen-Kassel (1572-632) i de la seva segona dona Juliana de Nassau-Dillenburg (1587-1643). Fruit d'aquest matrimoni nasqueren:
- Margarida, nascuda i morta el 1647.
- Cristina (1649-1702), casada amb Ferran Albert I de Brunsvic-Lüneburg (1636-1687).
- Elisabet (1650-1651).
- Juliana (1652-1693), casada amb Joan Jaume Marchand, Baró de Lilienburg (1656-1703).
- Carlota (1653-1708). casada primer amb August de Saxònia-Weißenfels (1650-1674), i després amb Joan Adolf de Bentheim-Tecklenburg (1637-1704).
- Frederic (1654-1655).